# Fimbriosotis
Fimbriosotis là một chi bướm đêm thuộc họ Noctuidae.